# الهندسة الفائقة

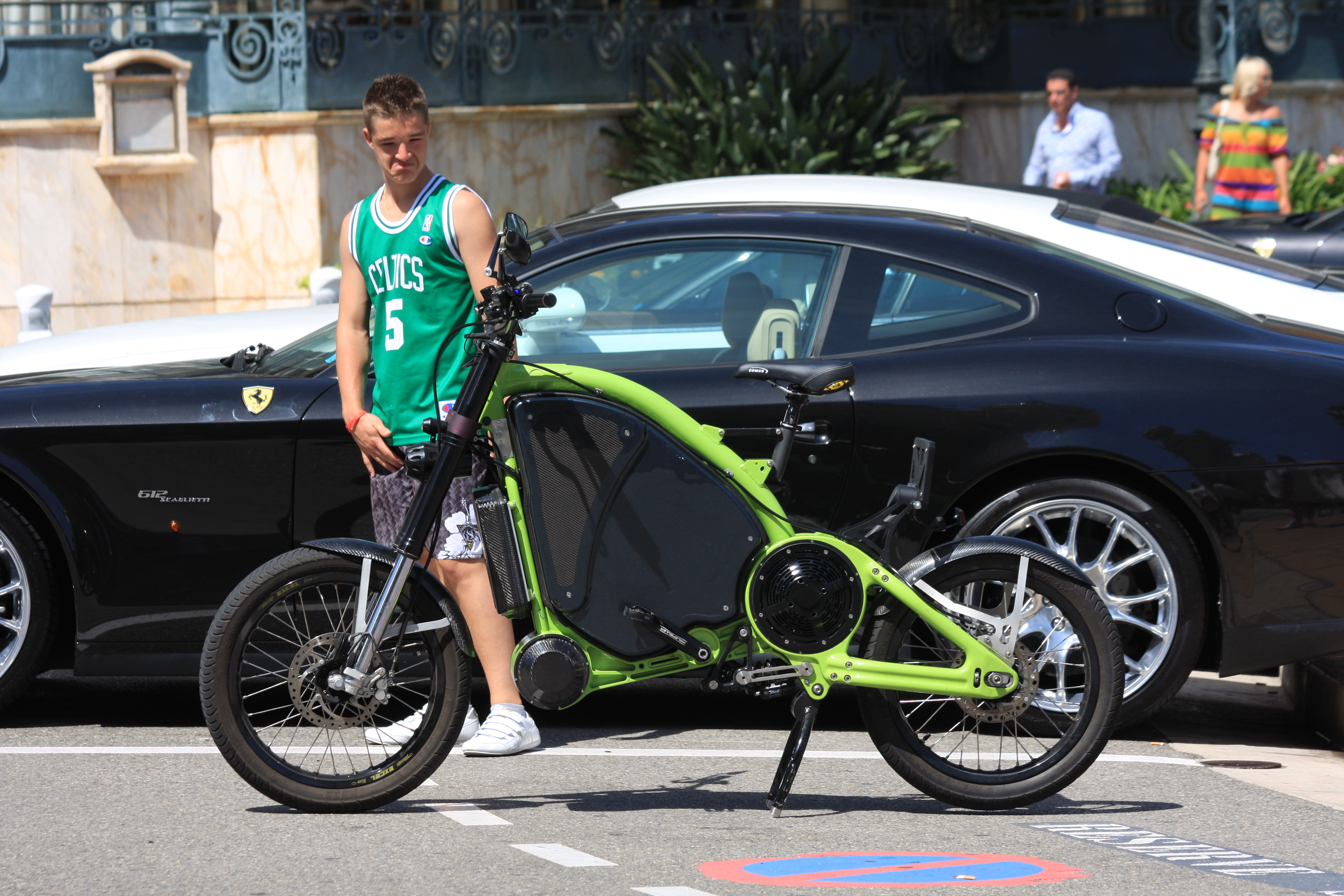

الْهَنْدَسَة الْفَائِقَة (Overengineering) (أو الهندسة الدقيقة أو الهندسة غير العادية) تشير إلى تصميم المنتج بصورة معينة ليصبح أكثر قوة أو تعقيدًا مما هو مطلوب لاستخدامه، إما (بهدف الجودة) لضمان كفاية معامل الأمان أو كفاءة الأداء الوظيفي للمنتج أو بسبب أخطاء التصميم. تبرز أهمية الهندسة الفائقة في المجالات التي تتطلب معايير أمان وأداء معينة، أو في المجالات التي تتطلب مدى وظيفيًا واسع النطاق، ولكنها بشكل عام تتعرض لأوجه انتقاد عديدة من وجهة نظر الهندسة القيمية بأنها غير مجدية. وباعتبارها جزءًا من فلسفة التصميم، يعد مثل هذا التعقيد المفرط مقابلاً لإحدى المدارس الفكرية التي تتبنى أسلوب أن «الأقل يدل على الأكثر» (ومن ثم فإن هذا التعقيد يشكل انتهاكًا لمبدأ إبقاء النظام بسيطًا ومبدأ عدم التعقيد).
عادة ما تستخدم الهندسة الفائقة في المنتجات عالية التصنيع أو معايير سوق متخصصة وتأخذ الهندسة الفائقة أشكالاً مختلفة. ففي أحد أشكالها، تتمتع المنتجات بـهيكليات زائدة وأداؤها يفوق الاحتياجات بكثير (قد تسير السيارة سيدان بسرعة 300 كيلو متر/ساعة أو يتمتع مسجل شريط فيديو بعمر افتراضي يبلغ 100 سنة)، ولذا فهذه المنتجات تعد أكثر تكلفة وأضخم وأثقل من اللازم. وبدلاً من ذلك، قد تكون هذه المنتجات مفرطة في التعقيد - فقد يكون التصميم أكثر تعقيدًا من اللازم، مثل تساؤل محرر النصوص الحديث ما إذا كان يجب حفظ الملفات بتنسيق أسكي أو كود التبادل الموسع للترميز العشري الثنائي. تقلل الهندسة الأكثر تعقيدًا من سهولة استخدام المنتجات بواسطة المستخدم النهائي، وقد تؤدي إلى خفض إنتاجية فريق التصميم نتيجة الحاجة لإنشاء جميع الخصائص وصيانتها.
ومن المسائل ذات الصلة تجزئة السوق - أي صناعة منتجات مختلفة لشرائح السوق المختلفة. وفي هذا السياق، قد يكون أحد المنتجات أكثر أو أقل ملاءمة لشريحة معينة في السوق، وقد يكون أكثر أو أقل تعقيدًا من الناحية الهندسية تبعًا لاستخدامه.
تُمثل الدبابات الألمانية في الحرب العالمية الثانية مثالاً نموذجيًا للمركبات التي تم تصنيعها طبقًا للهندسة الفائقة، مما تسبب في زيادة سعرها وقلة عددها وصعوبة تصنيعها وثقلها مقارنة بنظيراتها في الاتحاد السوفيتي والحلفاء، في حين أن الطائرتين F22 وF35 قد تُعدان نموذجين للهندسة الفائقة العصرية. [بحاجة لمصدر]